# Уибер (округ)
Уи́бер (англ. Weber [ˈwiːbər]) — округ штата Юта, США. По состоянию на 2000 год население округа составило 196 533 человек, что на 24,1 % больше по сравнению с 1990 годом. По оценкам бюро переписи населения США численность населения в 2010 году составляла 231 236 человек. Название округа происходит от реки Уибер. Административный центр и самый большой город — Огден, там же расположен Огденский университет.

## География
Согласно бюро переписи населения США, общая площадь округа — 1710 км², из которых: 1490 км² — земля и 217 км² (12,73 %) — вода.

### Города округа
В состав округа Уибер входят следующие города:
- Фарр-Уэст
- Харрисвилл
- Хупер
- Хантсвилл
- Марриотт-Слейтервилл
- Норт-Огден
- Огден
- Плейн-Сити
- Плезант-Вью[англ.]
- Ривердейл[англ.]
- Рой
- Саут-Огден
- Юинта
- Вашингтон-Террасс
- Уэст-Хейвен